# Jakob Vestergaard
Jakob Vestergaard (n. 3 ianuarie 1975) este un antrenor de handbal din Danemarca.

## Cariera
Vestergaard a mai antrenat în România și pe CS Oltchim Râmnicu Vâlcea. Anterior numirii la Oltchim, Jakob Vestergaard a fost antrenor secund la FC Midtjylland Håndbold, în primăvara lui 2012.
Vestergaard a fost antrenor principal la Aalborg DH, începând cu pauza competițională de vară din 2011 și până în septembrie. Anterior, el fusese antrenorul principal al Viborg HK, din 2008 și până în aprilie 2011, când a fost concediat de echipa daneză. Contractul lui expira în vara lui 2011.
De asemenea, Vestergaard a antrenat echipa națională de handbal feminin a Australiei și a fost antrenor secund la echipele daneze Ikast Boarding Elite Handball și Viborg HK.
În vara și toamna anului 2014, el a fost cooptat de clubul CSM București în poziția de director tehnic peste toate echipele de handbal feminin, pentru a avea structura completă de conducere după modelul echipelor din Danemarca.
Din 30 mai 2016 până în noiembrie 2016, a fost antrenorul campioanei României CSM București, succedându-i lui Kim Rasmussen.

## Palmares internațional
- Liga Campionilor:
  - Câștigător: 2009, 2010